# 紅髮女孩
红发女孩（英語：Little Red-Haired Girl），本名希瑟，希瑟是史努比漫画中一个虚幻的角色，從未在畫面中亮相，僅出現於其他角色的對白之中。由于在漫画中甚至没有提及她的長相、姓名，於是只能稱呼她為红髮女孩。红发女孩是漫画主人公查理·布朗的暗恋对象。查理·布朗總在一个长凳上啃着面包，并且希望红发女孩能够走到他面前。她的原型為作者前女友。
在電視動畫版中，紅髮小女孩曾幾度登場，並有了個名字：希瑟。